# آک‌کولا
آک‌کولا (به ازبکی: Akkula) یک منطقهٔ مسکونی در ازبکستان است که در ناحیه نورآتا واقع شده‌است.